# Берёзова (река)
Берёзова — река на полуострове Камчатка в России.
Длина реки — 17 км. Впадает в реку Кирганик справа на расстоянии 98 км от устья.
По данным государственного водного реестра России относится к Анадыро-Колымскому бассейновому округу.
Код водного объекта — 19070000112120000013475.